# Geusibia minutiprominula
Geusibia minutiprominula är en loppart som beskrevs av Zhang Jintong et Liu Chiying 1984. Geusibia minutiprominula ingår i släktet Geusibia och familjen smågnagarloppor.

## Underarter
Arten delas in i följande underarter:
- G. m. minutiprominula
- G. m. ningshanensis